# 齋藤ゆみ
齋藤 ゆみ（さいとう ゆみ、1948年 - ）は、日本の看護学者・看護師。博士（医学）（自治医科大学）。獨協医科大学大学院看護学研究科特任教授、元京都大学大学院医学研究科教授。

## 人物・経歴

### 学歴
- 1970年 東京大学医学部附属看護学校卒業
- 1982年 慶應義塾大学文学部卒業[2]
- 1982年 千葉大学大学院看護学研究科修士課程入学
- 1984年 千葉大学大学院看護学研究科修士課程修了
- 1995年-1998年 自治医科大学大学院医学研究科研究員

### 職歴
- 自治医科大学看護短期大学講師
- 自治医科大学看護短期大学助教授
- -2011年 京都大学大学院医学研究科人間健康科学系専攻教授
- 獨協医科大学大学院看護学研究特任教授

#### 学会活動
- 日本環境感染学会
- 日本補完代替医療学会

## 著書

### 共書
- 『介護と看護のための感染症予防 安心できる医療や福祉のために』（菜根出版、2001 切替照雄、中野昌康と共著）
- 『考える基礎看護技術Ⅱ』（ヌーヴェルヒロカワ、2004 坪井良子、松田たみ子編集）：第15章感染予防

## 学位
- 1984年 千葉大学看護学修士（第40号）（修士論文：「小児の急性リンパ性白血病寛解導入期に見られる呼吸器症状とCMV感染症に関する研究」）
- 博士（医学）（自治医科大学）（学位論文「院内感染問題の研究」）（学位授与番号：乙第365号）